# Davidiella allicina
Davidiella allicina är en svampart som först beskrevs av Elias Fries, och fick sitt nu gällande namn av Aptroot 2006. Davidiella allicina ingår i släktet Davidiella och familjen Davidiellaceae.  Arten är reproducerande i Sverige. Inga underarter finns listade i Catalogue of Life.